# أندريه بوبا
أندريه بوبا (بالبولندية: Andrzej Popa)‏ هو منافس ألعاب قوى بولندي، ولد في 30 مارس 1968.

## وصلات خارجية
- أندريه بوبا على موقع الاتحاد الدولي لألعاب القوى (الإنجليزية)